# Oligoxystre caatinga
Oligoxystre caatinga là một loài nhện trong họ Theraphosidae.
Loài này thuộc chi Oligoxystre. Oligoxystre caatinga được miêu tả năm 2007 bởi Guadanucci.